# Jan Hugo Karlík
Jan Hugo Karlík (německy: Johann Hugo Nepomuk Karlik; 25. července 1807 Soběslav – 16. května 1894 klášter Teplá) byl český katolický kněz a středoškolský pedagog.

## Životopis
Jan Hugo Karlík se narodil 25. července 1807 na Andělovském mlýně v Soběslavi. Otec Vojtěch Karlík jej poslal do nedalekých Rakous, kde se učil německy. Ve Stráži nad Nežárkou absolvoval farní školu, poté vystudoval gymnázium v Jindřichově Hradci, později filozofii v Praze a teologii v Českých Budějovicích, kde se rovněž učil český jazyk a literaturu.
V roce 1830 vstoupil do premonstrátského kláštera v Teplé a přijal řeholní jméno Hugo. O tři roky později byl vysvěcen na kněze a působil jako lektor církevních dějin. V klášteře byl od roku 1839 i podpřevorem a od roku 1849 pak se ujal na vlastní žádost výuky češtiny na gymnáziu v Plzni. Byl dobrým přítelem Josefa Františka Smetany a Josefa Kajetána Tyla, o jehož děti se staral a vzdělával je.
Od roku 1860 byl farářem v Úherci a krátce poté byl vikářem v Dobřanech. Zde působil až do roku 1873, kdy byl povolán nazpět do Teplé jako převor a posléze senior kláštera. Jan Hugo Karlík zemřel 16. května roku 1894 v Klášteře Teplá, kde je rovněž pochován. Posmrtně obdržel Řád Františka Josefa.